# Louis Cotte
Louis Cotte, né le 20 novembre 1740 à Laon et mort le 4 octobre 1815 à Montmorency, est un prêtre oratorien, scientifique des Lumières, qui tient une place importante dans l'histoire de la météorologie. Il est le découvreur des vertus  des eaux minérales sulfureuses d'Enghien-les-Bains.

## Biographie

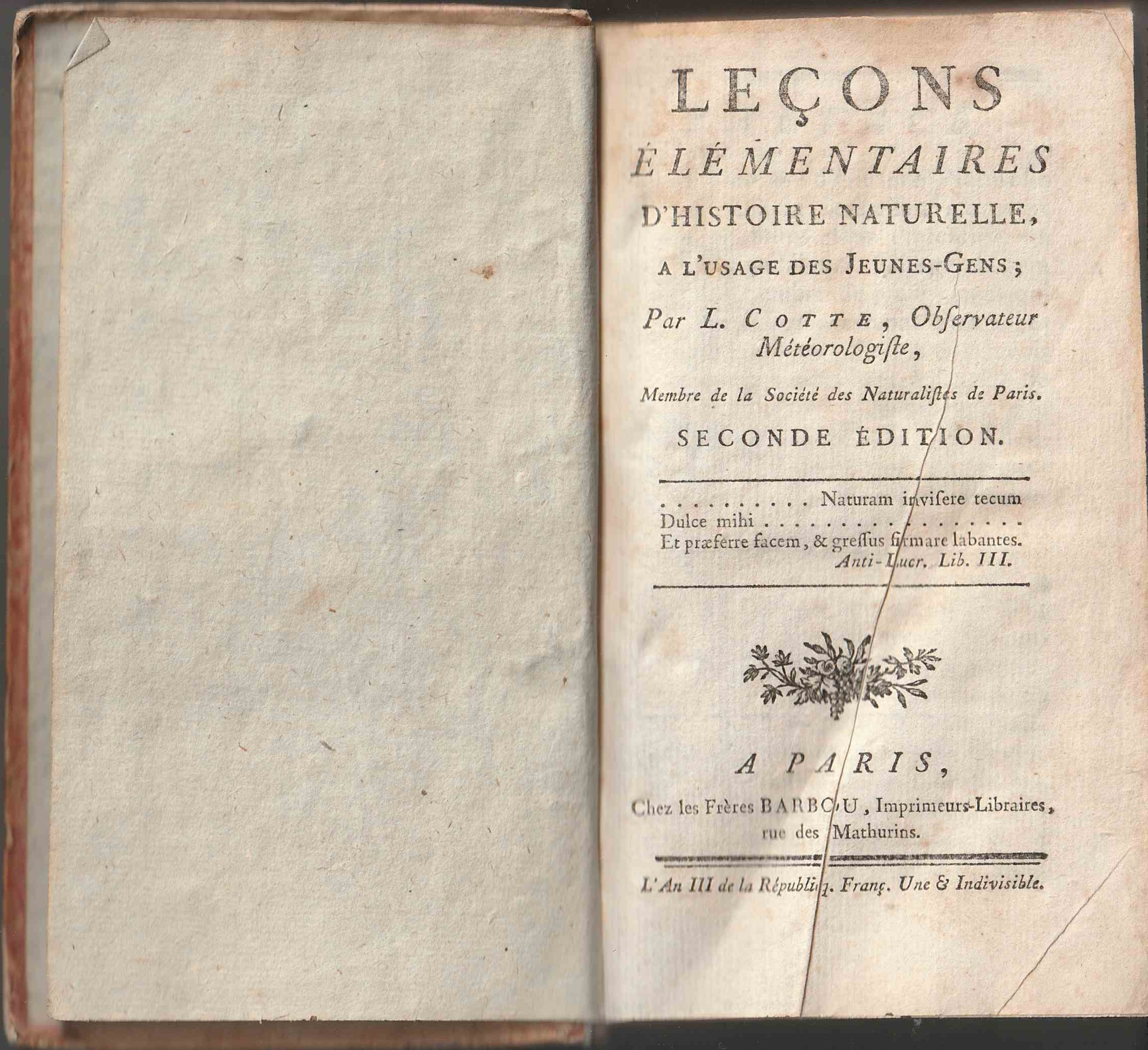
Page de garde des Leçons élémentaires d'histoire naturelle à l'usage des jeunes gens de Louis Cotte.

Fils d'un notaire de Laon, époux d'une des nièces des célèbres peintres Le Nain, Louis Cotte entre dans les ordres à l'âge de 18 ans comme membre de la congrégation de l'Oratoire.
En 1766, il est envoyé à la maison des oratoriens de Montmorency afin d'enseigner la théologie et la philosophie. Mais il avoue lui-même à un ami « qu'il a toujours préféré la lecture d'un mémoire ou d'un traité de physique à celle de la Somme théologique de saint Thomas d'Aquin ». Aussitôt arrivé, il installe un laboratoire de météorologie où il va consigner, trente années durant sans interruption, pas moins de 1 780 observations météorologiques.
La même année, il relate dans un mémoire adressé à l'Académie des sciences ses expériences réalisées dans le « ruisseau puant » qui se déverse à proximité de l'étang de Montmorency (devenu le lac d'Enghien), en contrebas de la ville. À la suite de ses prélèvements, le chimiste Pierre Joseph Macquer, académicien, en déduit par ses analyses la présence de soufre dans les eaux du ruisseau.
La somme des expériences forme le mémoire du Père Cotte, qui est approuvé par l'Académie le 28 janvier 1767 et est imprimé dans le recueil « de ceux des Savants étrangers » ce qui le fait nommer correspondant de l'Académie royale des sciences.
En 1780, le Père Cotte devient supérieur à l'Oratoire de Montmorency, tout en poursuivant ses travaux. Il adresse en 1784 un mémoire à l'Académie de médecine sur la topographie médicale, qui lui vaut une médaille d'or et des félicitations. Il publie plusieurs ouvrages, dont un traité d'histoire naturelle, des cours d'astronomie, de physique et de météorologie. Nommé associé régnicole de la Société Royale de médecine, il en devient le référent en matière d'instruments et de mesures météorologiques, et, à ce titre correspond avec les médecins référents de la société pour coordonner l'observation météorologique. Il est également le correspondant pour la France pour la Société météorologique palatine, premier réseau météorologique européen après l'éphémère réseau de l'Academia del Cimento de 1667.
Après un court passage à l'Oratoire de Paris, il est nommé curé constitutionnel de Montmorency le 7 août 1791. Mais l'Oratoire devenu propriété nationale, devant l'impossibilité d'intégrer un clergé complètement désorganisé durant la Révolution, il quitte finalement son sacerdoce en 1794. Rendu à la vie civile, il épouse à 54 ans Madeleine Marotte, fille d'un conseiller du Châtelet, qui passait régulièrement ses vacances à Montmorency.
Après son mariage, il rejoint à Paris un ancien oratorien, Pierre Daunou, devenu conservateur de la bibliothèque Sainte-Geneviève et qui se passionne lui aussi pour l'astronomie. Louis Cotte retourne finalement passer à Montmorency les dix dernières années de sa vie après la mort de sa femme en 1805.
Il a écrit des ouvrages didactiques à l'usage des enfants et des adolescents. 
Antoine-François Fourcroy, chimiste du XVIIIe siècle, l'a décrit ainsi : « le Père Cotte, observateur dont le zèle égale les lumières et qui saisit pour l'objet de ses recherches tout ce qui peut intéresser l'utilité publique. »

## Publications
- Louis Cotte, observateur météorologiste, membre de la société des naturalistes de Paris, Leçons élémentaires d'histoire naturelle à l'usage des jeunes gens, Paris, rue des Mathurins, chez les Frères Barbou, Imprimeurs-Libraires, l'an iii de la républiq. franc. une & indivisible, seconde éd. (lire en ligne), lire en ligne sur Gallica.
- Louis Cotte, correspondant de l'Institut de France, Leçons élémentaires d'histoire naturelle par demandes et réponses à l'usage des enfants, Rue des Mathurins n°6, chez Aug. Delalain, successeur de Barrou et Lallemant, 1810, 3e éd. (lire en ligne), lire en ligne sur Gallica.
- Louis (1740-1815) Prêtre de l'Oratoire & Curé de Montmorenci, correspondant de l'Académie Royale des Sciences Cotte, Traité de météorologie , contenant 1°. L'histoire des observations météorologiques...par le P. Cotte,..., Impr. royale, 1774 (lire en ligne), lire en ligne sur Gallica.

## Hommages

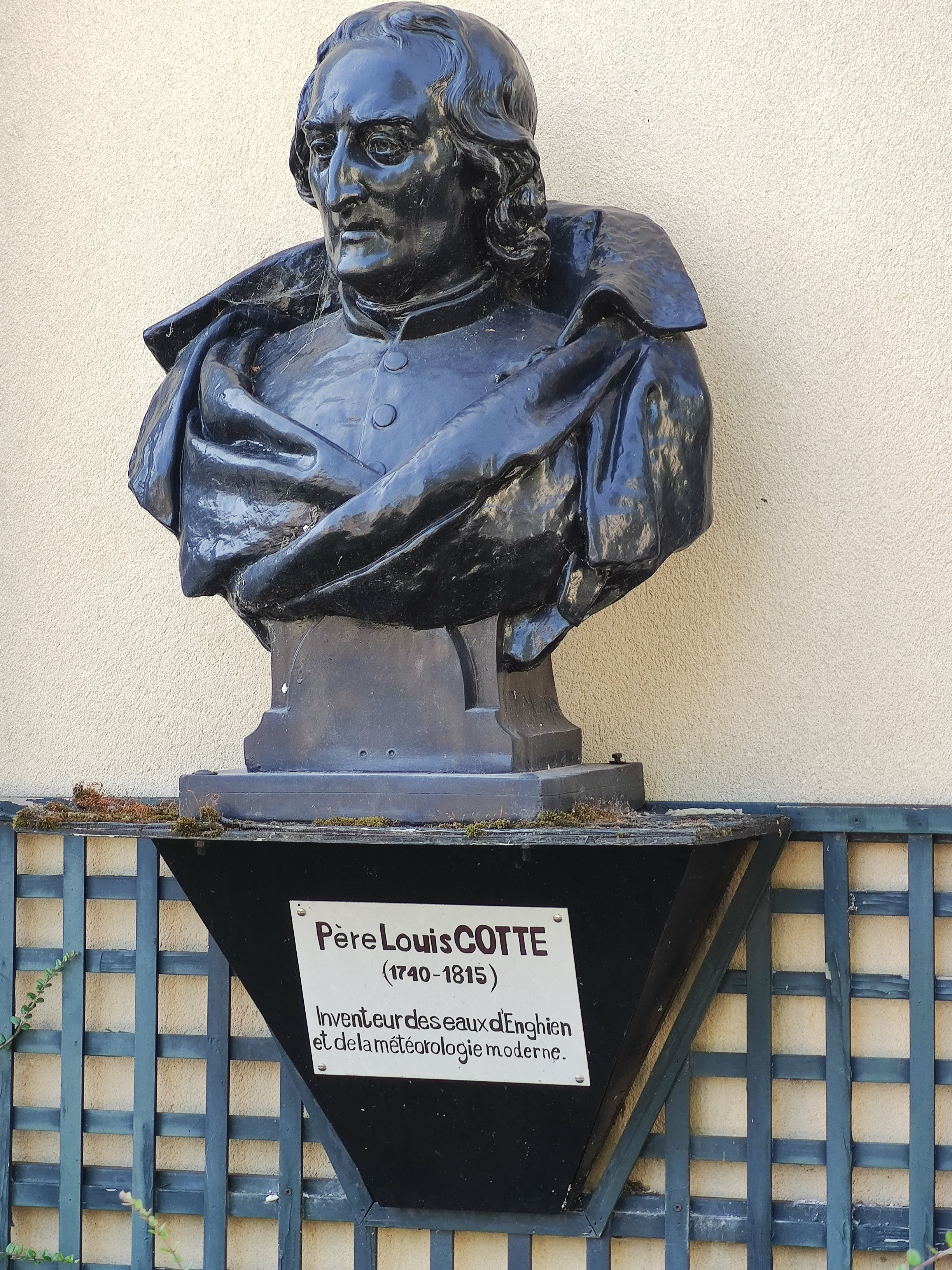
Buste de Louis Cotte.

Il existe un boulevard Cotte à Enghien-les-Bains, où est érigé un monument élevé à la mémoire de Louis Cotte, consistant en un buste en bronze, inauguré le 30 juin 1901,.
Une place Louis-Cotte a été inaugurée le 6 juin 2025 à Montmorency.